# Río Medellín
Der Río Medellín ist der etwa 100 km lange rechte Quellfluss des Río Porce im nördlichen Zentral-Kolumbien, im Departamento de Antioquia.

## Flusslauf
Der Flusslauf des Río Medellín liegt in der kolumbianischen Zentralkordillere. Der Río Medellín entspringt auf einer Höhe von etwa 2200 m am Alto de San Miguel, 8 km südsüdöstlich von  Caldas. Er fließt anfangs 5 km nach Westen, bevor er sich nach Norden wendet. Er durchfließt die Subregion Valle de Aburrá. Bei Flusskilometer 88 passiert er die am westlichen Ufer gelegene Stadt Caldas. Anschließend wendet sich der Río Medellín in Richtung Nordnordost und durchfließt den Ballungsraum von Medellín. Der Fluss passiert die Stadtgebiete von Itagüí, Sabaneta, Medellín, Bello und Copacabana. Auf diesem Flussabschnitt ist der Fluss kanalisiert. Bei Flusskilometer 65 liegt das Stadtzentrum von Medellín. Auf den unteren 55 Kilometern fließt der Río Medellín nach Nordosten. Am unteren Flusslauf liegen die Kleinstädte Girardota und Barbosa. Schließlich trifft der Río Medellín auf den weiter nördlich verlaufenden Río Grande. Unterhalb der Vereinigung heißt der Fluss „Río Porce“. 

## Hydrologie
Das Einzugsgebiet des Río Medellín umfasst 1152 km². Aufgrund von Wasserzuleitungen vom Río Grande führt der Río Medellín an deren Zusammenfluss mehr Wasser als dieser.

## Wasserqualität
Früher gelangten Abwässer aus dem Ballungsraum Medellín ungeklärt in den Fluss.